# Lee Gaines
Otho Lee Gaines, född den 21 april 1914 i Buena Vista, Mississippi, död den 15 juli 1987, i Helsingfors, var en amerikansk jazzmusiker, bassångare, textförfattare och kompositör. Han var gruppen Delta Rhythm Boys grundare och ledare.